# ジェイ・ディーゼル
ジェイ・ディーゼル（Jay Diesel、1978年7月28日 - ）はアメリカ合衆国のプロレスラー。ニューヨーク州ブルックリン出身。

## 来歴
2011年、プロレスラーデビューを果たす。デビュー後、ペンシルベニア州を拠点とするSWO（Susquehanna Wrestling Organization）、オハイオ州を拠点とするWWWA（World Wide Wrestling Alliance）に参戦。
2013年9月29日、ニュージャージー州を拠点とするWIR（Wrestling Is Respect）に参戦。ジャカと対戦するが敗戦した。
2014年2月8日、ペンシルベニア州にて新たに旗揚げされた団体であるEPW（Excellence Professional Wrestling）のThe Inaugural Brawlに参戦。キッド・サイクロンと対戦するが敗戦。4月12日、Excellence Spring Flingにてチーズバーガーと対戦して勝利した。同月18日、ROHのFuture of Honorにて初参戦。ROH世界TV王座を保持するジェイ・リーサルにプロービンググラウンドマッチで挑むが敗戦した。
6月14日、Excellence Summer SolsticeにてCHIKARA所属のハロウィックと対戦するが敗戦。同月18日、CZWの登竜門的イベントであるCZW Dojo Wars 3に参加。CZW所属のジョー・ゲイシーと対戦し、バティスタを連想させるようなスピアーを決めてゲイシーをリングアウトをさせるアピールを見せるが最後にトップロープからフライング・クロスボディを決められ敗戦した。7月12日、Excellence Fight For Independenceにてハロウィックにリベンジマッチを挑み勝利した。同月26日、ROH Future of Honorにてリングネームをジェイ・ディーゼル（J. Diesel）へとスペルを変更してマーク・ブリスコと対戦するが最後にフロッギー・ボウを喰らい敗戦した。Future of Honor参戦後、ROHに継続して出場するようになりダークマッチでマット・ターバン、バディ・ハンロン、マット・セールズ、シェーン・テイラーと対戦して連勝した。12月13日、ROH on SBGにてトゥルース・マルティーニ率いるヒールユニットであるハウス・オブ・トゥルース（The House of Truth）の一員となり、リーサルと組んでタッグウォーズ2014に出場。1回戦でブリスコズ（ジェイ・ブリスコ & マーク・ブリスコ）と対戦するが最後にジェイのジェイ・ドリラーからマークのフロッギー・ボウへと連携で決められ敗戦した。
2015年1月3日、ROHのトッププロスペクトトーナメント2015に出場。1回戦でウィル・フェラーラと対戦するが最後に隙を突かれると丸め込まれてしまい敗戦し、1回戦で脱落した。3月7日、ROH on SBGにてリーサルと組んでジ・アディクション（クリストファー・ダニエルズ & フランキー・カザリアン）と対戦。最後にリーサルがダニエルズを丸め込んで勝利した。同月よりハウス・オブ・トゥルースにメンバー入りしたドノヴァン・ダイジャックとタッグを組んで活動を開始。同月28日にはROH on SBGにてブルータル・バーガーズ（ボブ・エヴァンス & チーズバーガー）と対戦して勝利した。10月、リングネームをジョーイ・ダディエゴ（Joey Daddiego）へと変更。同月24日、ROH Glory By Honor XIVにてシャヒーム・アリと対戦して勝利。11月14日、ROH Survival Of The Fittest 2015にてマネージャーであるトゥルース・マルティーニとテイラー・ヘンドリックスを従えてチーズバーガーと対戦。終盤にチーズバーガーから掌底からニーストライクへと繋げられてピンチになるがヘンドリックスが介入して挑発。気を逸らしていたチーズバーガーの隙を突いてデスバレードライバーを決めて勝利。

## 得意技
- デスバレードライバー
- スピアー

## 入場曲
- Scott Reinward - Scorched Ops